# Мадера (округ, Каліфорнія)
Шаблон:StateAbbr_ 37°13′ пн. ш. 119°46′ зх. д. / 37.22° пн. ш. 119.77° зх. д.
Округ Мадера (англ. Madera County) — округ (графство) у штаті Каліфорнія, США. Ідентифікатор округу 06039.

## Історія
Округ утворений 1893 року.

## Демографія
За даними перепису
2000 року
загальне населення округу становило 123109 осіб, зокрема міського населення було 81245, а сільського — 41864.
Серед мешканців округу чоловіків було 58911, а жінок — 64198. В окрузі було 36155 домогосподарств, 28610 родин, які мешкали в 40387 будинках.
Середній розмір родини становив 3,52.
Віковий розподіл населення поданий у таблиці:
| Стать    | До 15 років | 15-21 | 22-29 | 30-39 | 40-49 | 50-65 | 65-85 | Понад 85 |
| -------- | ----------- | ----- | ----- | ----- | ----- | ----- | ----- | -------- |
| Чоловіки | 15492       | 7162  | 6213  | 7735  | 7898  | 8238  | 5703  | 470      |
| Жінки    | 14604       | 6440  | 6960  | 10391 | 9857  | 8523  | 6505  | 918      |

## Виноски
1. ↑  U.S. Decennial Census. United States Census Bureau. Архів оригіналу за 4 квітня 2018. Процитовано 28 вересня 2015.
2. ↑  Historical Census Browser. University of Virginia Library. Архів оригіналу за 11 серпня 2012. Процитовано 28 вересня 2015.
3. ↑  Forstall, Richard L., ред. (27 березня 1995). Population of Counties by Decennial Census: 1900 to 1990. United States Census Bureau. Архів оригіналу за 24 вересня 2015. Процитовано 28 вересня 2015.
4. ↑  Census 2000 PHC-T-4. Ranking Tables for Counties: 1990 and 2000 (PDF). United States Census Bureau. 2 квітня 2001. Архів оригіналу (PDF) за 18 грудня 2014. Процитовано 28 вересня 2015.
5. ↑  State & County QuickFacts. United States Census Bureau. Архів оригіналу за 14 липня 2011. Процитовано 4 квітня 2016.(англ.) Наведено за англійською вікіпедією.
6. ↑  American FactFinder. Бюро перепису населення США. Архів оригіналу за 26 лютого 2012. Процитовано 31 січня 2008.

| США | Це незавершена стаття з географії США. Ви можете допомогти проєкту, виправивши або дописавши її. |